# Supercopa espanyola d'hoquei sobre patins femenina 2024-2025
La Supercopa d'Espanya femenina 2024-25 fou la quarta edició de la Supercopa espanyola d'hoquei sobre patins. Se celebrà el 19 i 20 d'octubre de 2024 al Pavelló del Sotet de Fraga i fou organitzada per la Federació Espanyola de Patinatge. Hi participaren quatre equips, el Generali HC Palau de Plegamans, com a campió de l'OK Lliga i Copa de la Reina, el Telecable HC, vigent campió de la competició, el CP Vila-sana Coop d’Ivars, subcampió d'Europa,  i el CP Esneca Fraga, campió d'Europa i club amfitrió. Es disputà en format de final a quatre, amb semifinals i final.
Les jugadores del CP Vila-sana Coop d'Ivars van aixecar el trofeu, després de derrotar al Palau per 3 a 2 a la tanda de penals. Aquesta victòria representa el primer títol de la història pel club del Pla d'Urgell.

## Competició

### Quadre de competició
|  | Semifinals             | Semifinals        |                        |       | Final | Final |
|  |                        |                   |                        |       |       |       |
|  | 19 d'octubre 16:00 CET |                   |                        |       |       |       |
|  |                        |                   |                        |       |       |       |
|  | Telecable HC           | 2                 |                        |       |       |       |
|  | Telecable HC           | 2                 | 20 d'octubre 11:30 CET |       |       |       |
|  | CP Vila-sana           | 5                 |                        |       |       |       |
|  | CP Vila-sana           | 5                 | CP Vila-sana           | 3 (3) |       |       |
|  | 19 d'octubre 18:30 CET |                   | CP Vila-sana           | 3 (3) |       |       |
|  |                        | Generali HC Palau | 3 (2)                  |       |       |       |
|  | Generali HC Palau      | Generali HC Palau | 3 (2)                  | 1 (2) |       |       |
|  | Generali HC Palau      |                   |                        | 1 (2) |       |       |
|  | CP Esneca Fraga        | 1 (1)             |                        |       |       |       |
|  | CP Esneca Fraga        | 1 (1)             |                        |       |       |       |

### Semifinals

#### Telecable HC v CP Vila-sana Coop d'Ivars
| Telecable HC            | 2‐5            | CP Vila-sana Coop d'Ivars                                   |
| ----------------------- | -------------- | ----------------------------------------------------------- |
| Igualada 11' · Lolo 48' | Informe Partit | Porta 22' (p.) · Agudo 25', 45' · Felamini 30' · Horche 46' |

#### Generali HC Palau de Plegamans vs CP Esneca Fraga
| Generali HC Palau                                          | 1‐1 (pr.)      | CP Esneca Fraga                               |
| ---------------------------------------------------------- | -------------- | --------------------------------------------- |
| Puigdueta 14'                                              | Informe Partit | Fernández 18'                                 |
| Tanda de penals                                            |                |                                               |
| Busquets · Codina · Casarramona · Fontdeglòria · Puigdueta | 2-1            | Sanjurjo · González · Fernández · Arxé · Soto |

### Final
| CP Vila-sana Coop d'Ivars                                         | 3‐3 (pr.)      | Generali HC Palau                                                                   |
| ----------------------------------------------------------------- | -------------- | ----------------------------------------------------------------------------------- |
| Gómez 8' · Felamini 19' · V. Porta 40'                            | Informe Partit | Busquets 15' · Salvanyà 17', 49'                                                    |
| Tanda de penals                                                   |                |                                                                                     |
| V. Porta · Agudo · M. Porta · Felamini · Gómez · V. Porta · Agudo | 3-2            | Florenza · Casarramona · Busquets · Fontdeglòria · Puigdueta · Puigdueta · Busquets |

| CP Vila-sana Coop d'Ivars | Generali HC Palau |

| #            | Pos. | Nom            |     |
| ------------ | ---- | -------------- | --- |
| 23           | POR  | Sandra Coelho  |     |
| 3            |      | Daiana Silva   | 22' |
| 7            |      | Luchi Agudo    |     |
| 8            |      | Gimena Gómez   |     |
| 9            |      | Flor Felamini  |     |
| 12           |      | Maria Porta    |     |
| 14           |      | Victòria Porta |     |
| 77           |      | Ana Horche     |     |
| 78           |      | Dana Antón     |     |
| 20           | POR  | Anna Salvat    |     |
| Entrenador   |      |                |     |
| Albert Arnau |      |                |     |

| Campió de la Supercopa d'Espanya 2024  |
| -------------------------------------- |
| CP Vila-sana Coop d'Ivars Primer títol |

| #             | Pos. | Nom                |     |
| ------------- | ---- | ------------------ | --- |
| 88            | POR  | Laura Vicente      |     |
| 2             |      | Berta Busquets     | 5'  |
| 3             |      | Laura Puigdueta    |     |
| 5             |      | Anna Casarramona   |     |
| 6             |      | Aina Florenza      |     |
| 7             |      | Carla Fontdegloria | 18' |
| 17            |      | Mariona Colomer    |     |
| 19            |      | Elsa Salvanyà      |     |
| 62            |      | Marina Codina      |     |
| 8             | POR  | Jana Costa         |     |
| Entrenador    |      |                    |     |
| Andi Colaiani |      |                    |     |

## Estadístiques
| Classificació final | Classificació final      | Classificació final | Classificació final | Classificació final | Classificació final | Classificació final | Classificació final | Classificació final |
| #                   | Club                     | PJ                  | PG                  | PE                  | PP                  | GF                  | GC                  | DF                  |
| ------------------- | ------------------------ | ------------------- | ------------------- | ------------------- | ------------------- | ------------------- | ------------------- | ------------------- |
| 1                   | CP Vilasana Coop d'Ivars | 2                   | 1                   | 1                   | 0                   | 8                   | 5                   | +3                  |
| 2                   | Generali HC Palau        | 2                   | 0                   | 2                   | 0                   | 4                   | 4                   | 0                   |
| 3                   | CP Esneca Fraga          | 1                   | 0                   | 1                   | 0                   | 1                   | 1                   | 0                   |
| 4                   | Telecable HC             | 1                   | 0                   | 0                   | 1                   | 2                   | 5                   | -3                  |

| Màxima golejadora | Màxima golejadora  | Màxima golejadora | Màxima golejadora | Màxima golejadora | Màxima golejadora | Màxima golejadora | Màxima golejadora |
| #                 | Nom                | G                 | PJ                | GPP               | Ass.              | Pen               | FD                |
| ----------------- | ------------------ | ----------------- | ----------------- | ----------------- | ----------------- | ----------------- | ----------------- |
| 1                 | Victòria Porta     | 2                 | 2                 | 1,00              | 2                 | 1/2               | 0/1               |
| 1                 | Luciana Agudo      | 2                 | 2                 | 1,00              | 1                 | 0                 | 0                 |
| 1                 | Flor Felamini      | 2                 | 2                 | 1,00              | 1                 | 0                 | 0                 |
| 1                 | Elsa Salvanyà      | 2                 | 2                 | 1,00              | 0                 | 0                 | 0                 |
| 5                 | Berta Busquets     | 1                 | 2                 | 0,50              | 1                 | 0                 | 0                 |
| 5                 | Ana Horche         | 1                 | 2                 | 0,50              | 0                 | 0                 | 0/1               |
| 5                 | Laura Puigdueta    | 1                 | 2                 | 0,50              | 0                 | 0                 | 0/1               |
| 5                 | Gimena Gómez       | 1                 | 2                 | 0,50              | 0                 | 0                 | 0                 |
| 5                 | Maria Igualada     | 1                 | 1                 | 1,00              | 0                 | 0                 | 0                 |
| 5                 | Sara González Lolo | 1                 | 1                 | 1,00              | 0                 | 0                 | 0                 |
| 5                 | Julieta Fernández  | 1                 | 1                 | 1,00              | 0                 | 0                 | 0/1               |